# 费尔南多·德拉鲁阿
費南多·德拉魯阿（西班牙語：Fernando de la Rúa，西班牙語發音：[feɾˈnando ðe la ˈrua] ⓘ；1937年9月15日—2019年7月9日），阿根廷政治人物。

## 生平
德拉鲁阿生于阿根廷科尔多瓦市，毕业于国立科尔多瓦大学法律系，获法学博士学位。1958年加入阿根廷激进党，1963年至1966年，他任内政部部长办公室主任。1973年至1976年，当选国会参议员。1991年至1992年，当选国会众议员。1992年，再次当选国会参议员，并被选为激进党主席。1996年他代表激进党参加布宜诺斯艾利斯市市长竞选并当选首任民选市长，8月6日就职。1999年10月24日参加大选并当选总统，12月10日正式就职。

### 劳工法行贿案
2000年10月5日，“劳工法行贿案”东窗事发，副总统阿尔瓦雷斯借机发难，并辞职表示不满，从而酿成内阁危机。为拯救联合政府，德拉鲁阿解除了情报国务秘书德桑蒂瓦涅斯的职务，并任命党内元老阿方辛的亲信克里斯蒂安·科隆博擔任內閣要職，从而稳定了联合政府的执政地位。

### 阿根廷经济危机
2001年由于阿根廷连续的经济衰退，使得阿根廷人民对德拉鲁阿领导的政府表示强烈的不满，由此而进行了一场流血暴动及抗议后，德拉鲁阿被迫下台。

### 去世
2019年因心脏和肾脏问题入院治疗。同年7月9日去世。

## 家庭
1970年，德拉鲁阿与伊内斯·佩尔蒂内结婚，生有两子一女。
其兒子安東尼奧曾經和樂壇巨星夏奇拉交往長達十年。